# ワイルド・アット・ハート
『ワイルド・アット・ハート』（Wild at Heart）は、1990年のアメリカ映画。セックスと暴力に塗れた男女の逃避行を独特の映像感覚で描き出したロードムービー。監督はデヴィッド・リンチ。
1990年のカンヌ国際映画祭ではパルム・ドールを受賞し、ヒロインの母親を演じたダイアン・ラッドがアカデミー助演女優賞にノミネートされた。

## あらすじ
恋人のルーラの母親マリエッタから恨みを買い、殺し屋を差し向けられたセイラーは、勢い余ってその男を殴り殺してしまう。
ルーラは蛇革のジャケットを持って出所したセイラーを迎えに行き、二人はホテルへと向かう。マリエッタはルーラのことをあきらめないだろうと思ったセイラーは、執行猶予を無視してルーラとともにカリフォルニア州へと旅に出る。
娘に対して異常な執着を示すマリエッタは、私立探偵と執拗な追っ手を送り込んだ。しかしマリエッタの恨みには、ある秘密があった。

## キャスト
※括弧内は日本語吹替（BD&スペシャル・エディションDVDのみ収録）
- セイラー - ニコラス・ケイジ（相沢正輝）
- ルーラ - ローラ・ダーン（吉田陽子）
- ボビー・ペルー - ウィレム・デフォー（桐本琢也）
- マリエッタ - ダイアン・ラッド（塩田朋子）
- ジョニー - ハリー・ディーン・スタントン（牛山茂）
- マーセラス・サントス - J・E・フリーマン（水内清光）
- デル - クリスピン・グローヴァー
- ペルディータ - イザベラ・ロッセリーニ
- 交通事故の女性 - シェリリン・フェン
- ポージス・スプール - ジャック・ナンス
- 良い魔女 - シェリル・リー

## スタッフ
- 原作：バリー・ギフォード
- 監督・脚本：デヴィッド・リンチ
- 制作：モンティ・モンゴメリー、スティーヴ・ゴリン、シガージョン・サイヴァッツォン
- 撮影：フレデリック・エルムス
- 音楽：アンジェロ・バダラメンティ

## 音楽
挿入歌では、エルヴィス・プレスリーの『ラヴ・ミー』と『ラヴ・ミー・テンダー』が印象的に使われている。

## 評価
レビュー・アグリゲーターのRotten Tomatoesでは53件のレビューで支持率は68%、平均点は6.50/10となった。Metacriticでは18件のレビューを基に加重平均値が52/100となった。
フレデリック・エルムスが1990年のインディペンデント・スピリット賞の最優秀撮影賞を受賞している。

## 続編
- ペルディータ - ただし製作国・製作・スタッフ・キャストをすべて一新している。

## 関連映画
- オズの魔法使い - 頻繁にこの映画からのオマージュが多用される。例えばルーラが踵を3回鳴らすシーンや「悪い魔女」と「良い魔女」が登場するシーンなどがそれである。
- ナチュラル・ボーン・キラーズ
- トゥルー・ロマンス